# Desa Jatisura (administrativ by i Indonesien, lat -6,71, long 108,25)
Desa Jatisura är en administrativ by i Indonesien.   Den ligger i provinsen Jawa Barat, i den västra delen av landet, 160 km öster om huvudstaden Jakarta.